# Stavbe Unije, Pretoria
Stavbe Unije (afrikansko Uniegebou) tvorijo uradni sedež južnoafriške vlade in imajo tudi urade predsednika Južne Afrike. Impozantne stavbe stojijo v Pretorii, na vrhu Meintjeskopa na severnem koncu Arkadije, blizu zgodovinskega Cerkvenega trga. Veliki vrtovi stavb so umeščeni med vladno avenijo, vzhodno ulico Vermeulen, cerkveno ulico, R104 in ulico Blackwood. Fairview Avenue je zaprta cesta, skozi katero lahko samo uradniki vstopijo v Stavbe sindikata. Čeprav niso v središču Pretorie, Stavbe Unije zasedajo najvišjo točko Pretorie in predstavljajo južnoafriško nacionalno dediščino.
Stavbe so eno od središč političnega življenja v Južni Afriki; »Stavbe« in »Arkadija« sta postala metonima za južnoafriško vlado. Postala je ikonična znamenitost Pretorije in Južne Afrike nasploh ter je ena najbolj priljubljenih turističnih znamenitosti v mestu in simbol demokracije.
Stavbe so prizorišče predsedniških inavguracij.

## Arhitektura
Te stavbe, zgrajene iz svetlega peščenjaka, je zasnoval arhitekt sir Herbert Baker v angleškem monumentalnem slogu in so dolge 285 m. Imajo polkrožno obliko, z dvema kriloma ob straneh, ki predstavljajo zvezo nekoč razdeljenega ljudstva. Zvonovi na uri so enaki zvonovom Big Bena v Londonu. Vzhodno in zahodno krilo, kot tudi stolpa z dvojno kupolo, predstavljata dva jezika, angleščino in afrikanščino, notranje dvorišče pa je bilo zasnovano in zgrajeno tako, da simbolizira Južnoafriško unijo. Mnogi menijo, da so te stavbe arhitektov največji dosežek in južnoafriška arhitekturna mojstrovina. Kip Nelsona Mandele na trgu Nelsona Mandele v Sandton Cityju je bil prvotno naročen, da bi stal na mestu, kjer je imel Nelson Mandela svoj inavguracijski nagovor.
Stavba je bila postavljena na opuščenem kamnolomu, ki zdaj sestavlja amfiteater. Ujemajoča se kipa na vrhu kupolastih stolpov sta Atlas, ki drži svet, ki ga je izklesal Abraham Broadbent. Kip na kupolastem odru v amfiteatru med krili je Merkur, mitski rimski glasnik in bog trgovine, ki ga je izklesal George Ness. Najbližje predmestje Stavbam Unije je Arcadia, kar pomeni 'Igrišče bogov'. Pretoria ima drugo največje število veleposlaništev na svetu, takoj za Washingtonom, D. C., večina jih je v Arkadiji ali blizu nje.
Zasnova vsakega nivoja je drugačna, zato je bilo treba vsak kamen posebej rezati. Arhitekturni slogi stavbe segajo od edvardijanskega sloga nižjih nivojev do nizozemskega dizajna zgornjih nivojev s polkni na oknih. Okna od spodaj navzgor so podolgovata in se proti zgornjemu nadstropju krajšajo. To je za ustvarjanje iluzije višine.
Stavbe Unije so prizorišče predsedniških inavguracij. Uradni uradi predsednika so na levi strani stavb, južnoafriška državna zastava pa plapola na levi strani, če je predsednik na položaju.
Stavbe so razdeljene na tri dele; leve pisarne, amfiteater in desne pisarne. Vsi so dolgi 95 metrov. Vsak pisarniški blok vsebuje tri notranja dvorišča, ki pisarnam zagotavljajo svetlobo in zrak. Vsak blok ima klet in tri nadstropja. V osrednji ukrivljeni stavbi za stebriščem so sobe za odbore, knjižnica in konferenčne sobe, medtem ko so v kleti kuhinja, jedilnice in saloni.
Notranjost je obdelana v slogu Cape Dutch: izrezljane luči iz tikovine, težka vrata, temni stropni tramovi v kontrastu z belimi mavčnimi stenami in težkim lesenim pohištvom.

## Zgodovina
Burski republiki ZAR in Svobodna država Oranje sta bili leta 1910 združeni s Kapsko kolonijo in kolonijo Natal v Južnoafriško unijo. Pretoria je nato postala upravno glavno mesto celotne Južne Afrike, Cape Town pa zakonodajno glavno mesto. Med letoma 1860 in 1994 je bilo mesto tudi glavno mesto province Transvaal, ki je v tej vlogi nadomestilo Potchefstroom. Nova unija je zahtevala vladno stavbo, ki bi lahko pomenila enotnost in gostila novo vlado.
Marthinus Wessel Pretorius, ki je kasneje postal prvi predsednik republike Transvaal, je bil prvotni lastnik kmetije 'Elandsfontein', na kateri stoji Meintjieskop. Leta 1856 je Andries Francois du Toit (1813–1883) v zameno za basotskega ponija pridobil del kmetije, ki jo je poimenoval 'Arcadia' in na kateri so kasneje zgradili Stavbe Unije. Bil je tudi prvi sodnik v Pretorii in je bil odgovoren za postavitev mesta. V tem obdobju je svojo zemljo prodal Stephanusu Jacobusu Meintjiesu (1819–1887), po katerem je hrib dobil ime.
Leta 1909 je Herbert Baker dobil naročilo za načrtovanje vladne stavbe Južnoafriške unije (ki je bila ustanovljena 31. maja 1910) v Pretorii. Pretoria naj bi postala upravno središče nove vlade. Novembra 1910 je bil položen temeljni kamen stavbe Union.
Lord Selborne in Henry Charles Hull, člana prvega kabineta Unije, sta izbrala Meintjieskop kot lokacijo za Bakerjevo zasnovo. Na tem mestu je bil zapuščen kamnolom, obstoječa izkopavanja pa so bila uporabljena za ustvarjanje amfiteatra, ki je bil okrašen z okrasnimi bazeni, fontanami, skulpturami, balustradami in drevesi.
Temeljni kamen je bil položen novembra 1910, kmalu po ustanovitvi Južnoafriške unije – po kateri so stavbe tudi poimenovane. Struktura je bila dokončana leta 1913 s skupnimi stroški 1.310.640 funtov za stavbo in 350.000 funtov za lokacijo.
Zasnoval jo je Sir Herbert Baker leta 1908, gradnja se je začela leta 1909 in je bila dokončana leta 1913. Približno 1265 obrtnikov, delavcev in delavcev je gradilo skoraj tri leta, pri čemer so uporabili 14 milijonov opek za notranje stene pisarn, 140.000 m3 kamna, 57.000 m3 betona, 40.000 vreč cementa in 570 m3 granita.
Prvotno zgrajena za namestitev celotne javne službe Južnoafriške unije, je bila takrat največja stavba v državi in morda največje gradbeno delo na južni polobli v tistem času.
Obravnavanih je bilo več drugih lokacij, vključno z grebenom Muckleneuk na nasprotni strani mesta in trgom Pretorius v središču Pretorie, kjer zdaj stoji mestna hiša. Vendar je bil Herbert Baker močno naklonjen Meintjieskopu, ki je bil 1,6 kikometra od središča Pretorije in ga je močno spominjal na nekatere akropole v Grčiji in Mali Aziji, kjer je študiral sredozemsko arhitekturo.
Koncept akropole in stavbe, ki se je strinjal s teorijo priznanega britanskega arhitekta sira Christopherja Wrena, da bi morala biti javna stavba nacionalni okras, ki vzpostavlja narod, pritegne ljudi in trgovino ter daje ljudem ljubezen do svoje države, je zlahka prepričal takratne veljake, ki so bili takrat preobremenjeni z idealom vzpostavitve novega in enotnega naroda.
Takratni britanski visoki komisar Lord Selborne je pripomnil;
Ljudje bodo prihajali z vsega sveta, da bi se čudili lepoti mesta in občudovali premišljenost in pogum mož, ki so ga izbrali.
Zasnovo stavb je v veliki meri določala narava lokacije. Baker je predvidel enaka krila pravokotnih pisarniških blokov, ki predstavljajo enega od dveh uradnih jezikov. Povezoval naj bi jih polkrožni trakt, prostor med kriloma pa je bil izravnan v obliki amfiteatra po grški modi za srečanja državnega in slovesnega pomena.
Baker je želel, da bi bile stavbe zgrajene iz uvoženega granita, vendar je bila kakršna koli zamisel o uporabi česar koli drugega kot južnoafriškega kamna za najpomembnejšo vladno stavbo nove države nepredstavljiva za tiste, ki so jo naročili, posledično so terase in podporni zidovi v zemljišču zgrajeni pretežno iz gorskega kamna, pridobljenega na kraju samem, temelj stavbe je iz granita, medtem ko je bil prosti kamen uporabljen za zunanje stene, amfiteater in glavni del dvorišča. Za dvorišča uporabljen peščenjak Buiskop. Za les in lesene opaže sta bila uporabljena les Ocotea bullata in tik Guibourtia. Strešnike in tlakovce so izdelovali v Vereenigingu.
Za celotno zasnovo stavbe je Baker izbral neoklasicistično arhitekturo italijanske renesanse, združil pa je tudi idiom angleške renesanse, pa tudi pomembne elemente detajlov Cape Dutch, kot so izrezljana glavna vrata in pahljača ter velik del medeninastih del iz kovanega železa in balustrad na manjših območjih.

## Zgodovinski dogodki
9. avgusta 1956 je 20.000 žensk korakalo do vrat Stavb Unije in vzklikalo Wathint' Abafazi, wathint' imbokodo! kar pomeni 'udari po ženskah, udari po skali', v znak protesta proti zakonu o prepustnicah iz leta 1950. Ta zgodovinski dogodek obeležujemo z državnim praznikom, državnim dnevom žena.
Wilma Cruise in Marcus Holmes sta bila naprošena, da bi oblikovala spomenik v spomin na Pohod žensk. Uporabili so imbokodo. To je kamen za mletje, ki ga ženske uporabljajo za mletje koruze. Cruise in Holmes sta imbokodo, ki predstavlja nego in preživetje, položila na bronaste plošče, ki predstavljajo zemljo in ogenj. Do spomenika vodita dve vrsti stopnic. Na vsaki stopnici so z bronastimi črkami izpisane besede iz »Zahteve žensk iz Južne Afrike za odvzem prepustnic za ženske in razveljavitev zakonov o prepustnicah«. Ko se približajo imbokodu, obiskovalci sprožijo infrardeče žarke, ki aktivirajo zgodovinske »šepetajoče glasove«, ki odmevajo v vseh 11 uradnih jezikih, shodni vzklik, ki se tiho ponavlja.
Leta 1986 sta Johan de Ridder in T. W. Baker kot imenovana arhitekta opravila pomembno obnovo Stavb Unije.
10. maja 1994 je inavguracija Nelsona Mandele, prvega demokratično izvoljenega predsednika Južne Afrike po koncu apartheida, in njegovih podpredsednikov naznanila začetek novega obdobja v zgodovini Južne Afrike.
Del inavguracijskega nagovora Nelsona Mandele:

»Danes vsi s svojo prisotnostjo tukaj in s svojimi praznovanji drugod po naši državi in po svetu delimo slavo in upanje novorojeni svobodi.
Iz izkušnje izjemne človeške katastrofe, ki je predolgo trajala, se mora roditi družba, na katero bo vse človeštvo ponosno.
Naša vsakodnevna dejanja kot navadnih Južnoafričanov morajo ustvariti dejansko južnoafriško resničnost, ki bo okrepila vero človeštva v pravičnost, okrepila njegovo zaupanje v plemenitost človeške duše in ohranila vse naše upe na veličastno življenje za vse.
Vse to dolgujemo tako sebi kot narodom sveta, ki so danes tukaj tako dobro zastopani. ....... Še vedno razumemo, da ni lahke poti do svobode.
Dobro vemo, da nihče od nas sam ne more doseči uspeha.
Zato moramo delovati skupaj kot enotni ljudje, za narodno spravo, za izgradnjo države, za rojstvo novega sveta.
Naj bo pravica za vse.
Naj bo mir za vse.
Naj bo delo, kruh, voda in sol za vse.
Naj vsak ve, da so za vsakega telo, um in duša osvobojeni, da se izpolnijo.
Nikoli, nikoli in nikoli več se ne bo zgodilo, da bo ta prelepa dežela spet doživela zatiranje enega s strani drugega in trpela ponižanje, da je skuštra sveta.
Naj zavlada svoboda.
Sonce ne bo nikoli zašlo nad tako veličastnim človeškim dosežkom!
Kot mavrični narod ohranimo to v središču pozornosti in pojdimo naprej!"
31. decembra 1999 je tukaj potekalo glavno južnoafriško praznovanje tisočletnice. Prisotni so bili takratni namestnik predsednika Jacob Zuma in drugi ministri.
10. decembra 2013 se je amfiteater Union Buildings preimenoval v amfiteater Nelsona Mandele.
16. decembra 2013 so v Union Buildings odkrili 9 metrov visok bronasti kip Mandele.

## Vrtovi in posest
Objekt je obdan s čudovitimi terasastimi vrtovi avtohtonih rastlin. Različni spomeniki krasijo prostrane trate, vključno z vojnim spomenikom Delville Wood in kipom prvega predsednika vlade države, generala The Right Honourable Louisa Botha. Travnik pred Stavbami Unije je pogosto prizorišče javnih zbiranj, pa naj gre za proteste ali proslave, kot je predsedniška inavguracija.
Pomembni so terasasti vrtovi, zasajeni izključno z avtohtonimi rastlinami, ki obdajajo stavbe in amfiteater Nelsona Mandele z 9000 sedeži.

### Kipi in spomeniki
Na območju so različni spomeniki, kipi in obeležja. Začenši na dnu vrtov, velik kip generala Louisa Bothe (prvega predsednika vlade Južnoafriške unije) na konju dominira na travniku. Približno na polovici teras je spomenik Delville Wood War Memorial, ki je poklon južnoafriškim vojakom, ki so umrli med prvo svetovno vojno, in plošča v spomin na tiste, ki so umrli med korejsko vojno.
Dve ravni nad tem je kip predsednika Nelsona Mandele. Ta je nadomestil kip generala J.B.M. Hertzoga, nekdanjega predsednika vlade, ki ga je še vedno mogoče najti na posestvu.
Spomenik južnoafriški policiji stoji v zgornjem desnem kotu vrtov.
Južnoafriški nacionalni filmski, video in zvočni arhiv je tudi na ozemlju Stavb Unije, ki mejijo na policijski spomenik.

## Zakoni, ki urejajo stavbe
Zaradi pomena spomenika Voortrekkerjem in Stavb Unije v nacionalni zavesti zakon v Pretoriji omejuje višino katere koli stavbe med spomenikom Voortrekkerjem in stavbami Unije, tako da pogled med njima ostane neoviran.

## Pooblastila in dolžnosti
Stavbe Unije si delijo naloge s Cape Townom kot sedežem južnoafriške vlade. Pretoria si deli naloge s Cape Townom in Bloemfonteinom kot glavnima mestoma Južne Afrike.
Uradna sedeža predsednika sta Stavbe Unije v Pretoriji in Tuynhuys v Cape Townu.

## External links
- Office of the President of South Africa
- 360 degree Virtual Tour of the Union Buildings
- 50th Anniversary of the 1956 Woman's March – with pics of the original event